# Баб-эль-Джабия
Баб-эль-Джабия — одни из семи городских ворот на западе старого города Дамаска. В римскую эпоху ворота были посвящены богу Марсу. Баб-эль-Джабия — главный вход в западную часть города. Ворота открываются на рынок Медхат-Паша, который является современной западной половиной Прямой улицы, ориентированной с востока на запад (декуманус), которая до сих пор соединяет их с Баб Шарки (римские «Ворота Солнца»). Современное название ворот относится к периоду Омейядов и происходит от названия Джабии на Голанских высотах, тогда столицы Гассанидов, союзников Римской империи.